# Новый Бурец
Новый Бурец — село в Вятскополянском районе Кировской области. Является единственным населённым местом Новобурецкого сельского поселения.
Расположено примерно в 18 км к северо-западу от города Вятские Поляны.
Население по переписи 2010 года составляло 337 человек.

## История
С 1 января 2006 года согласно Закону Кировской области от 07.12.2004 № 284-ЗО село образует Новобурецкое сельское поселение.